# 日梅勒
日梅勒（法語：Gimel）是瑞士联邦西部法语区的沃州下设的一个镇。在行政上属于莫尔日区管辖。日梅勒的总面积为18.89平方公里。截至2010年底，总人口为1,767。

## 历史
2006年8月31日前，日梅勒属于奥伯讷区。此后，奥伯讷区解散，日梅勒归入莫尔日区。

## 地理
日梅勒位于莱芒湖西北的汝拉山脚下。总面积达18.89km2，其中32.1%为农业用地，61.7%为林地